# Antoni Puyol i Lebón
Antoni Puyol i Lebón (Barcelona, 30 de gener de 1931 - Barcelona, 25 de febrer de 2013) fou un dirigent de futbol català, president de la FCF.
Fou futbolista amateur del Plus Ultra, Hostafrancs i Club Atlètic Ibèria, però hagué d'abandonar el futbol ben aviat, amb només 18 anys, per una malaltia, fet que li impedí fitxar pel RCD Espanyol. Al CA Ibèria fou durant 32 anys membre de la junta directiva, com a directiu entre 1949 i 1966, i com a president del 1966 al 1981. Durant aquests anys de directiu l'Ibèria aconseguí el major èxit esportiu de la seva història, el campionat de Tercera Divisió la temporada 1957-58 i poder disputar una fase d'ascens a Segona.
Durant el seu darrer any a la presidència del club entrà com a vocal a la Federació Catalana, esdevenint vicepresident el 1985. Fou president de la Federació Catalana de Futbol (FCF) entre l'any 1989 (després de 14 anys de mandat del seu antecessor Antoni Guasch) i l'any 2001, essent substituït per Jaume Roura. Durant aquests anys també fou vocal primer i vicepresident després de la Federació Espanyola. Durant el seu mandat els partits nadalencs de la selecció catalana de futbol van rebre un fort impuls, malgrat les dificultats de trobar rivals, dates i obtenir la cessió dels futbolistes. Les majors fites foren, en aquest sentit, els enfrontaments entre Catalunya i el Brasil i l'Argentina. També fou el creador de la Primera Divisió Catalana de futbol i impulsà la Copa Generalitat, que el 1993 transformà en Copa Catalunya de futbol.